# Ha-107
Ha-107 — підводний човен Імперського флоту Японії, який спорудили під час Другої світової війни.
Човен належав до транспортного типу Ha-101, виникнення якого пов'язане зі складною логістичною ситуацією та необхідністю постачання численних заблокованих гарнізонів.
До завершення війни човен так і не встиг здійснити жодного походу, а з настанням капітуляції Японії потрапив під контроль союзників. У листопаді 1945-го човен дістав наказ перейти до Сасебо (західне узбережжя Кюсю), де 1 квітня 1946-го його затопили у Східнокитайському морі.